# 完顏弼
完顏弼（？—1223年），本名达吉不，盖州（今辽宁省盖州市）人，本为猛安。
开始为护卫，随完颜襄戍边，因功为同知德州防御使事，武卫军钤辖。泰和年间，随完颜匡攻打襄阳，加平南荡江将军。至宁年间，东京辽阳府失陷於蒙古帝国，他上书防守之策触怒了皇帝的旨意，以元帅左监军贬为云州防御使。贞祐年间，金宣宗召完颜弼，云内被围困，他率军突围赴中都，任元帅左都监，驻守真定。上书劝皇帝迁都汴京。金宣宗加封他为兼河北西路兵马都总管。元光二年（1223年），知东平府事，充宣差招抚使，封密国公。蒙古兵围攻东平，他应战坚守，蒙古解围而去。同年，完颜弼病死。

## 传記資料
- 《金史》卷102 列傳第40